# Khaled Al Zaher
Khaled Al Zaher (en árabe: خالد الظاهر‎; Siria; 2 de septiembre de 1972) es un exfutbolista de Siria que jugaba en la posición de centrocampista.

## Carrera

### Club
| Periodo   | Club              |
| --------- | ----------------- |
| 1996–1998 | Al-Horriya        |
| 1998–2003 | Proodeftiki FC    |
| 2003–2005 | Chalkidona FC     |
| 2005–2006 | Thrasyvoulos FC   |
| 2006–2008 | Tadamon Sour      |
| 2008–2009 | Al-Ittihad Aleppo |

### Selección nacional
Jugó para Siria en 11 ocasiones de 1997 a 2004 y anotó dos goles, participó en la Copa Asiática 1996 y en la Copa Mundial de Fútbol Juvenil de 1995.